# Livgrenadjärmässen
Livgrenadjärmässen är belägen i en byggnad på Brigadgatan i Garnisonen i Linköping. Kasernområdena uppfördes 1922 för de båda Livgrenadjärregementena och flyttade då dit från Malmslätt. 
De två regementena, Kungliga Första livgrenadjärregementet (I 4) och Kungliga Andra livgrenadjärregemetet (I 5) slogs samman år 1928 till Kungliga Livgrenadjärregementet. Kungliga Andra Livgrenadjärsregementets kanslihus användes sedan av Kungliga Livgrenadjärregementet ända fram till
1997, då regementet lades ned. Idag används lokalerna av Livgrenadjärmässen Fest & Konferensvåningar AB.

## Historia
Mässen var den plats där officerare intog sina måltider och sitt kaffe. Där kunde de träffas för samtal och avkoppling när tjänsten tillät. Mässen var också den plats där regementschefen kunde samla officerskåren för genomgångar. Under fritid kunde mässen utnyttjas för fester. Mässen blev därför av central betydelse för regementet och en plats där de historiska rötterna kunde bevaras, där minnen i form av tavlor, priser och gåvor kunde bevaras och ställas ut. På översta våningen fanns även så kallade fänriksrum. Där bodde de yngsta officerarna som ännu inte hunnit skaffa bostad i staden. 
En mässfunktion har således funnits länge. Däremot har mässens storlek, innehåll och organisation växlat med tidens utveckling och krav. På Malmen, med två regementen, fanns det således två mässar anpassade efter det dåtida indelningsverkets behov. behov. I dubbelkasernen i Linköping fanns också två officersmässar för de två regementena. Vid sammanslagningen av de två regementena och flytten från Malmslätt 1928, bildades en mäss för det sammanslagna regementet. Under åren från 1928 till 1997 förändrades mässen ett antal gånger, främst beroende på organisatoriska ändringar.

## Byggnaden
Byggnaden har fyra våningar och Livgrenadjärmässen disponerar våning tre och fyra. Många rum är bevarade som de såg ut när regementet levde.
Blå rummet har fått sitt namn från den mörkblå möbelklädseln och de blå väggarna. Möblerna, som före omklädsel var försedda med uniformskläde, liksom konsolborden och kristallkronorna, nyanskaffades för Första regementets officersmäss 1922. Emblemen över dörrarna kommer också från Första regementet. De har tillverkats av träsnidare Reiman i Linköping efter major Erland Nordenfalks ritning.
I rummet hänger porträtt av Gustav III och Oscar II. Porträttet av Gustav III är en kopia efter originalet, som finns på en herrgård i Östergötland, av Lorens Pasch d.y. Porträttet är en gåva av kapten Henric Westman. Målningen av Oscar II, i Första regementets uniform, är ett originalporträtt utfört av Emil Österman och en gåva av kungen till Första regementet. Han var hertig av Östergötland och överste i Kungliga Första livgrenadjärregementet innan han blev kung.
Biblioteket inreddes av Andra regementets officerskår i stort sett som det nu är. Bokbeståndet utgörs för närvarande av närmare 5 000 volymer av olika litteraturgenrer.
De möbler som ursprungligen fanns i biblioteket var ritade av arkitekten Evert Milles för rummet, men av dessa finns endast schackspelsbordet kvar. Den öppna spisen har utförts av J.E. Nelsons stenhuggeri i Linköping. Stenen med Karl XI:s namnchiffer har hämtats från Tuna översteboställe söder om Roxen och färgerna på namnchiffret är de ursprungliga.
Ryttarsalen har fått sitt namn genom att minnesföremål från Östgöta regemente till häst och Östgöta kavalleriregementes tid placerats här. Det är främst porträtt av regementschefer från Ture Oxenstierna 1635 till Claes Horn 1791. Ett ryttarstandar från 1677 torde få räknas till officerskårens äldsta och dyrbaraste klenoder. Ryttarstandaret hittades på 1890-talet vid en torpsyn i Hagebyhöga socken. Chefen för Skeninge kompani, kapten Folke Egerström, var vid detta tillfälle inkvarterad i ett gästrum på vinden hos skvadronshingstrusthållaren, länsman Luthander på Medhamra säteri. Han fann därvid standaret i dess fodral. Luthander skänkte då standaret till officerskåren.